# Cliothosa quadrata
Cliothosa quadrata är en svampdjursart som först beskrevs av Hancock 1849.  Cliothosa quadrata ingår i släktet Cliothosa och familjen borrsvampar. Inga underarter finns listade i Catalogue of Life.